# Onciale 0268
- Papyrus
- Onciale
- Minuscules
- Lectionnaire

Le Codex 0268 (dans la numérotation Gregory-Aland), est un manuscrit du Nouveau Testament sur parchemin écrit en écriture grecque onciale.

## Description
Le codex se compose d'une folio. Il est écrit en une colonne par page, de 10 lignes par colonne. Les dimensions du manuscrit sont 11 x 8 cm,. Les paléographes datent ce manuscrit du VIIe siècle.
C'est un manuscrit contenant le texte de l'Évangile selon Jean (1,30-33).
Le texte du codex représenté est de type mixte. Kurt Aland ne l'a pas placé dans aucune Catégorie.
Lieu de conservation
Il est conservé à la Staatliche Museen zu Berlin (P. 6790) à Berlin,.